# Subkategorisierungsrahmen
Ein Subkategorisierungsrahmen ist in der Syntaxtheorie eine formale Beschreibung der syntaktischen (und manchmal auch der semantischen) Valenz (genannt auch Subkategorisierung) eines Wortes (vor allem eines Verbs), also der Anzahl und Art von Argumenten, die dieses Wort fordert.
Im einfachsten Fall enthält ein Subkategorisierungsrahmen den Phrasentyp und (bei Sprachen mit Kasusmarkierung) den Kasus der vom betreffenden Wort geforderten Argumente. Zum Beispiel fordert ein einfaches intransitives Verb wie schlafen nur eine Nominalphrase im Nominativ (Er schläft), während ein einfaches transitives Verb zusätzlich eine Nominalphrase im Akkusativ fordert (Sie küsst ihn). Die entsprechenden Subkategorisierungsrahmen lassen sich wie folgt darstellen:
- schlafen: [ _ NPNominativ]
- küssen: [ _ NPNominativ NPAkkusativ]

Auch Adverbien und Präpositionalphrasen werden in Subkategorisierungsrahmen erfasst, wenn sie von einem Verb zwingend gefordert werden. So fordert legen zusätzlich zu Subjekt und Objekt eine Präpositionalphrase (Er legt das Buch auf den Tisch) und das Verb finden (im Sinne von „eine Meinung zu etwas haben“) fordert ein Adverb der Art und Weise (Er findet das Buch spannend):
- legen: [ _ NPNominativ NPAkkusativ PP]
- finden: [ _ NPNominativ NPAkkusativ AdvP]

In einigen Theorien (z. B. der Kasusgrammatik, der Konstruktionsgrammatik und einigen Versionen der Government-und-Binding-Theorie) wird zusätzlich zu Phrasentyp und Kasus auch die semantische Rolle des Arguments angegeben. Dies ermöglicht es, genauere Unterscheidungen zwischen Wörtern mit formal identischen Subkategorisierungsrahmen zu treffen. So fordern legen und reißen beide ein Subjekt, ein Objekt und eine Präpositionalphrase, haben also beide den formalen Subkategorisierungsrahmen [ _ NPNominativ NPAkkusativ PP]. Allerdings beschreibt die Präpositionalphrase im ersten Fall einen Ort (siehe oben), im zweiten einen Zustand (Er reißt das Buch in Stücke). Durch das Einbeziehen von semantischen Rollen lässt sich dieser Unterschied darstellen:
- legen: [ _ NPNominativ/Agens NPAkkusativ/Patiens PP/Ort]
- reißen: [ _ NPNominativ/Agens NPAkkusativ/Patiens PP/Zustand]

Allerdings betrachten viele Syntaxtheoretiker semantische Rollen als problematisch, da bislang keine vollständige und allgemeingültige Liste solcher Rollen gefunden wurde.
In manchen Syntaxtheorien (z. B. in der Government-und-Binding-Theorie) geht man davon aus, dass der Subkategorisierungsrahmen eines Wortes ein Teil von dessen Eintrag im mentalen Lexikon ist. Andere Theorien (z. B. die Head-driven Phrase Structure Grammar und die Konstruktionsgrammatik) sehen Subkategorisierungsrahmen als eigenständige Einheiten des sprachlichen Systems, die anhand allgemeiner Prinzipien mit verschiedenen Verben kombiniert werden können.
Ein vergleichbares Instrument zur detaillierten formalen Darstellung der Argumente (Aktanten) eines prädikativen Wortes stellt das Rektionsmodell dar.